# Episodi di Squadra Speciale Cobra 11 (diciassettesima stagione)
La diciassettesima stagione della serie televisiva Squadra Speciale Cobra 11 è andata in onda in prima visione sul canale televisivo tedesco RTL dal 6 settembre al 4 ottobre 2012 (stagione 32 di RTL) e dal 14 febbraio al 18 aprile 2013 (stagione 33). In Italia questa stagione è stata trasmessa in prima visione su Rai 2 dal 30 luglio al 3 settembre 2013 per i primi sei episodi, e dal 3 giugno 2014 fino al 29 luglio 2014 per i rimanenti, seguendo l'ordine di trasmissione tedesca, eccetto per gli episodi L'isola dei sogni e L'illusionista, che sono stati anticipati. È la prima stagione prodotta in alta definizione. 
Il primo episodio ha durata doppia in quanto telefilm pilota della stagione.
| nº | Titolo originale              | Titolo italiano      | Prima TV Germania | Prima TV Italia  |
| -- | ----------------------------- | -------------------- | ----------------- | ---------------- |
| 1  | Engel des Todes               | Angeli della morte   | 6 settembre 2012  | 30 luglio 2013   |
| 2  | Ohne Gewissen                 | Senza coscienza      | 13 settembre 2012 | 6 agosto 2013    |
| 3  | Operation Hiob                | Allarme botulino     | 20 settembre 2012 | 13 agosto 2013   |
| 4  | Bestellt, entführt, geliefert | Libera uscita        | 27 settembre 2012 | 20 agosto 2013   |
| 5  | Gier                          | Avidità              | 4 ottobre 2012    | 27 agosto 2013   |
| 6  | Alleingang                    | Occhio per occhio    | 14 febbraio 2013  | 10 giugno 2014   |
| 7  | Der Mentalist                 | L'illusionista       | 21 febbraio 2013  | 3 giugno 2014    |
| 8  | Gestohlene Liebe              | Amore rubato         | 28 febbraio 2013  | 17 giugno 2014   |
| 9  | Das Landei                    | Il contadino         | 7 marzo 2013      | 24 giugno 2014   |
| 10 | Katerstimmung                 | La sbornia           | 14 marzo 2013     | 1º luglio 2014   |
| 11 | Das Aupairgirl                | La ragazza alla pari | 21 marzo 2013     | 8 luglio 2014    |
| 12 | Freunde fürs Leben            | Ricordi di gioventù  | 28 marzo 2013     | 15 luglio 2014   |
| 13 | Shutdown                      | Nuova identità       | 4 aprile 2013     | 22 luglio 2014   |
| 14 | Geld regiert die Welt         | L'isola dei sogni    | 11 aprile 2013    | 3 settembre 2013 |
| 15 | Tödliche Wahl                 | Uno contro l'altro   | 18 aprile 2013    | 29 luglio 2014   |

## Angeli della morte
- Titolo originale: Engel des Todes
- Diretto da: Franco Tozza
- Scritto da: Ralf Ruland

### Trama
Semir è stato trasferito all'LKA (polizia di stato) per motivi famigliari, e si ritrova con un nuovo collega; nel frattempo, al comando è arrivato un nuovo compagno per Ben. Quando Semir e Ben scoprono che Oliver Sturm è stato assassinato, Semir ritorna al vecchio comando per indagare insieme a Ben. Il primo accusato è Max Berger, giovane studente di 18 anni trovato sul luogo del delitto con un coltello. Durante le indagini si scopre che Sturmi aveva scoperto che Djavo (un generale serbo dato per morto, ma in realtà vivo), potrebbe fare un attacco in Germania. Il bersaglio dell'attentato è la moglie del primo ministro, che proprio il giorno successivo consegnerà un premio per l'impegno nel sociale ad Andrea: Djavo aveva perso la moglie a causa di un'operazione di polizia diretta proprio dal premier, quando era solamente ministro dell'interno.
- Altri interpreti: Carina Wiese (Andrea Gerkhan), Oliver Pocher (Oliver Sturm "Sturmi"), Ralf Möller (Andri Vladic), Tim Oliver Schultz (Max), Vivien Wulf (Florida), Manfred Lehmann (Djavo), Thore Schölermann (Nick)
- Ascolti Italia: telespettatori 1 844 000 - share 9,02%[4]

## Senza coscienza
- Titolo originale: Ohne Gewissen
- Diretto da: Heinz Dietz
- Scritto da: Andreas Brune, Sven Frauenhoff

### Trama
Dopo un folle inseguimento Ben e Semir riescono ad arrestare Hendrik Larsen, un criminale molto ricercato. Questo arresto è molto importante, non solo per la polizia, ma anche per Laura, una bambina con la leucemia. L'unica sua speranza è sottoporsi ad un trapianto di midollo osseo, e Larsen è un donatore compatibile; così egli accetta l'operazione per salvare Laura. Ma dopo poco, fugge e minaccia di far esplodere una bomba nel centro di Colonia, se non gli verranno dati 25 milioni di euro. Semir e Ben sono di fronte ad un dilemma difficile: si deve assolutamente fermare Larsen e allo stesso tempo salvare la vita della piccola Laura.
- Altri interpreti: Alexander Beyer (Hendrik Larsen), Jonas Hien (Frank Wellert), Sophie Wepper (Julia Umbach), Zoe Weuster (Paula)
- Ascolti Italia: telespettatori 1 601 000 - share 8,68%[4]

## Allarme botulino
- Titolo originale: Operation Hiob
- Diretto da: Nico Zavelberg
- Scritto da: Andreas Schmitz

### Trama
Dieter è divenuto responsabile in un'azienda farmaceutica. Quando da questa viene rubata una grande quantità di Botox, Semir e Ben iniziano ad indagare, e dalle indagini appare che Dieter è complice del furto. Il caso si complica quando si scopre che il Botox non è usato solo nel settore della bellezza, ma anche come veleno pericoloso da terroristi senza scrupoli.
- Altri interpreti: Sonja Kirchberger (Dott.ssa Marlies Eisner), Renè Ifrah (Hiob), Lenn Kudrjawizki (Juri Orlow), Rainer Laupichler (Arno Kuscharz), Günter Barton (Eric Bellmann)
- Ascolti Italia: telespettatori 1 793 000 - share 10,36%[4]

## Libera uscita
- Titolo originale: Bestellt, entführt, geliefert
- Diretto da: Heinz Dietz
- Scritto da: Lorenz Stassen

### Trama
Sarah Schubert, una ragazza di 18 anni, è scomparsa senza lasciare traccia. Suo padre Matthias decide di cercarla, ma questo si rivelerà più complicato di quello che pensa; Matthias attualmente sta infatti scontando una pena detentiva ed ha ottenuto la libertà solo per il fine settimana, quindi ha solo 48 ore per ritrovare la figlia. Si reca dunque a casa di Sarah e si trova faccia a faccia con un giovane che cerca di rimuovere le tracce di sangue, che fanno pensare a un omicidio, per il quale Semir e Ben giungono a sospettare lo stesso Matthias. Le indagini portano a Lindlaub, un trafficante di donne: le giovani donne sono identificate sul web, successivamente rapite e poi vendute a stranieri. La polizia ha poco tempo per trovare Sarah e le altre ragazze, prima che lascino il territorio tedesco.
- Altri interpreti: Stephan Kampwirth (Mathias Schubert), Julia Malik (Bettina Uhland), Robert Schupp (Norbert Uhland), Sophia Thomalla (Elena Kovic), Lothar Matthäus (se stesso), Joanna Tuczynska (se stessa)
- Ascolti Italia: telespettatori 1 815 000 - share 8,8%[4]

## Avidità
- Titolo originale: Gier
- Diretto da: Axel Sand
- Scritto da: Horst Wieschen

### Trama
La morte di un leader turco mette Semir e Ben sulle tracce di un'organizzazione criminale, e si ipotizza che il colpevole sia Ismet, cugino di Semir. Tutti e tre si ritrovano nel centro di Colonia, dove scopriranno una rete di omicidi, estorsioni e frodi.
- Altri interpreti: Serkan Kaya (Ismet Gerkhan), Ercan Durmaz (Orkun Öner), Samir Fuchs (Volkan), Vedat Erincin (Padre di Ismet e zio di Semir)
- Ascolti Italia: telespettatori 2 150 000 - share 9,43%[4]

## Occhio per occhio
- Titolo originale: Alleingang
- Diretto da: Alexander Dierbach
- Scritto da: Andreas Brune, Sven Frauenhoff

### Trama
Mentre Ben è in vacanza in Canada, Semir è impegnato alla ricerca di pericolosi trafficanti d'armi, e fa ben presto una scoperta sorprendente: Ben sembra far parte della banda di criminali. Andando avanti nelle indagini, Semir scopre che il collega in realtà si è infiltrato in un potente cartello di trafficanti d'armi con legami in tutto lo Stato. Quando Ben non si fa più sentire, Semir pensa che i criminali abbiano scoperto la sua vera identità, e decide di agire.
- Altri interpreti: Sophia Thomalla (Elena Kovic), Kerstin Thielemann (Isolde Maria Schrankmann), Alexandar Jovanovic (Treskoff), Liane Forestieri (Dott.ssa Sandra Diehl)
- Ascolti Italia: telespettatori 1 651 000 - share 6,68%[4]

## L'illusionista
- Titolo originale: Der Mentalist
- Diretto da: Nico Zavelberg
- Scritto da: Roland Heep, Jeanet Pfitzer

### Trama
Ben e Semir sono sulle tracce di Oliver Quinn, un illusionista che ha rapinato il contenuto della cassetta di sicurezza di un hotel con la sua magia e l'ipnosi. Ha però sottratto un disco rigido appartenente a Gochmann, un gangster pericoloso, che è disposto a fare qualsiasi cosa per riottenerlo.
- Altri interpreti: David Owe (Oliver Quinn), Paul Schacht (Niels Jensen), Dirk Simpson (Walter Bach), Horst-Günter Marx (Martin Gochmann)
- Ascolti Italia: telespettatori 1 462 000 - share 5,22%[4]

## Amore rubato
- Titolo originale: Gestohlene Liebe
- Diretto da: Axel Sand
- Scritto da: Ralf Ruland

### Trama
La morte di una levatrice ha portato Ben e Semir sulle tracce di una giovane donna che ha lavorato con la vittima in un reparto di maternità. Ma questa donna, Sonja Westfeld, nasconde un oscuro segreto che, ovviamente, non traspare. Durante l'inchiesta, Ben e Semir scoprono che Sonja è in contatto con un gangster, Lukowitsch, coinvolto in affari loschi, tra cui potrebbe rientrare un caso di furto di minore.
- Altri interpreti: Carina Wiese (Andrea Gerkhan), Carolyn Genzkow (Sonja Westfeld), Florentine Lahme (Claudia Lukowitsch), Carl Stuck (Max Koch), Christian Göbel (Förster)
- Ascolti Italia: telespettatori 1 649 000 - share 5,89%[4]

## Il contadino
- Titolo originale: Das Landei
- Diretto da: Boris von Sychowski
- Scritto da: Ralf Ruland

### Trama
Semir e Ben sono stati costretti a fermarsi a una zona di riposo a seguito di una foratura alla gomma della macchina. Successivamente una bella e giovane donna viene uccisa davanti ai loro occhi.
- Altri interpreti: Matthias Ziesing (Manfred "Manny" Scholz), Bernd Tauber (Paul Scholz), Jessica Ginkel (Claudia Mertens), Felix Kramer (Mario Berger)
- Ascolti Italia: telespettatori 1 681 000 - share 7,05%[4]

## La sbornia
- Titolo originale: Katerstimmung
- Diretto da: Nico Zavelberg
- Scritto da: Michael B. Müller, Stefan Barth

### Trama
Dopo una serata di festa, Hartmut si trova perseguitato e, in preda al panico, chiama Ben e Semir in suo soccorso. I due scoprono che Hartmut soffre di una sbornia grave e non ricorda nulla della serata. Anche Jenny e il suo migliore amico Torsten sono stati alla festa, ma sono scomparsi. Il caso si complica quando una donna viene trovata morta davanti alla casa di Hartmut; i due dovranno ricostruire gli eventi della notte selvaggia dei loro colleghi per scoprire cosa sta accadendo.
- Altri interpreti: Antoine Monot (Torsten Schrage), Simon Licht (Boris Drexler), Thomas Kautenburger (Becker)
- Ascolti Italia: telespettatori 2 085 000 - share 8,84%[4]

## La ragazza alla pari
- Titolo originale: Das Aupairgirl
- Diretto da: Nico Zavelberg
- Scritto da: Andreas Heckmann

### Trama
Semir e Ben vanno all'aeroporto ad accogliere Maria Fuentes, la nuova baby-sitter che Semir ha assunto per aiutare Andrea a casa, e involontariamente scoprono che Maria è un affascinante modella del Sud America. Quando degli uomini mascherati entrano in casa di Semir, si pensa subito a dei criminali in cerca di vendetta. Si scoprirà presto che dietro la storia apparente di amore e tradimento si cela un traffico di droga che coinvolge due tonnellate di cocaina.
- Altri interpreti: Carina Wiese (Andrea Gerkhan), Jasmin Lord (Maria Fuentes/Celina da Silva), Rolf Kanies (Felipe da Silva)
- Ascolti Italia: telespettatori 2 159 000 - share 8,77%[4]

## Ricordi di gioventù
- Titolo originale: Freunde fürs Leben
- Diretto da: Kai Meyer-Ricks
- Scritto da: Ralf Ruland

### Trama
Ben e Semir sono in autostrada e notano due uomini che hanno appena avuto un incidente. Quando questi due sconosciuti fuggono, Ben e Semir iniziano l'inseguimento, ma i due riescono a seminarli. Nel bagagliaio della loro macchina gli agenti trovano un borsone contenente 300.000 Euro. L'identità dei due uomini è sconosciuta e si scopre che la vettura è stata affittata con documenti falsi. Durante l'indagine, Ben scopre che Jenny sta ascoltando la testimonianza di Jan Behler, un suo vecchio amico che non vede da dieci anni.
- Altri interpreti: Carina Wiese (Andrea Gerkhan), Sebastian Ströbel (Jan Behler), Sylta Fee Wegmann (Eva Schneider), Thomas Bestvater (McConnar)
- Ascolti Italia: telespettatori 1 835 000 - share 8,38%[4]

## Nuova identità
- Titolo originale: Shutdown
- Diretto da: Axel Sand
- Scritto da: Lasse Nolte, Enno Reese

### Trama
Ben e Semir sono alle prese in autostrada con un agricoltore biologico, Ingo Jansen, che si è capottato con il suo camion; egli preso dal panico fugge. Si scopre che vive inosservato nel programma di protezione dei testimoni e persino la sua famiglia non sa nulla della vera identità del contadino. I poliziotti hanno anche scoperto che suo fratello Robert, di cui Ingo è stato complice, vuole organizzare un attacco all'intera città; tuttavia, i fratelli hanno ormai preso strade diverse, dopo che Ingo aveva scelto di tradire il fratello dopo la loro ultima rapina in un centro di ricerca. La polizia sospetta che tra gli effetti personali di Ingo deve esserci qualcosa che serva necessariamente alla banda. Infatti, Ingo ha involontariamente rubato il detonatore di una bomba elettromagnetica che ha un enorme potere distruttivo. Semir e Ben devono proteggere Ingo e la sua famiglia, ma anche dare la caccia a suo fratello, un tipo crudele e odioso. 
- Altri interpreti: Oliver Bootz (Ingo Jansen/Erik Krentz), Lea Faßbender (Anna Jansen), Jörg Malchow (Robert Krentz), Milton Welsh (Wiegand) (non accreditato)
- Ascolti Italia: telespettatori 1 810 000 - share 8%[4]

## L'isola dei sogni
- Titolo originale: Geld regiert die Welt
- Diretto da: Axel Sand
- Scritto da: Stefan Dauck

### Trama
Shock per Ben e Semir: vogliono chiudere il loro distretto per motivi finanziari.
- Altri interpreti: Kalle Pohl (Charly Warnke), Mike Hoffmann (Dott. Theobald Staudte), Christoph Letkowski (Eddie)
- Ascolti Italia: telespettatori 1 890 000 - share 7,93%[4]

## Uno contro l'altro
- Titolo originale: Tödiche Wahl
- Diretto da: Boris von Sychowski
- Scritto da: Boris von Sychowski

### Trama
Semir e Ben arrestano in autostrada Steffen Raisser, un famoso criminale. Per ordine di quest'ultimo, il fratello Thorben rapisce Andrea e le piccole Ayda e Lily. Per far sì che Semir riveda la sua famiglia, gli viene chiesto l'impossibile: uccidere Ben. Per Semir iniziano le dodici ore più difficili della sua vita; i due colleghi si trovano ad affrontarsi in una battaglia per la vita e la morte come acerrimi nemici.
- Altri interpreti: Carina Wiese (Andrea Gerkhan), Martin Feifel (Steffen Raisser), Johann von Bülow (Thorben Raisser), Ramazan Bulut (Bilal)
- Ascolti Italia: telespettatori 1 996 000 - share 8,93%[4]